# 失陷猩球
《失陷猩球》（英語：Beneath the Planet of the Apes）是一部1970年由泰德·珀斯特执导、保罗·德恩任编辑的一部美国科幻电影。该片为1968年至1973年出品的五部「人猿星球」系列电影中的第二部。该片由詹姆斯·弗朗西斯、金·亨特等主演。
在这部续集中，搜寻泰勒的宇宙飞船也失事坠落在由人猿统治的星球，飞船上的宇航员布伦特和泰勒找到了一个居住着变异人类的地下城市。《失陷猩球》取得了票房上的成功，但也有众多的负面评价。其续集《逃离猩球》已于1971年上映。

## 概要
本片是人猿星球的續集，為末日題材。內容講述泰勒重回了猿星球，最終結局為泰勒按核弹的开关，而導致地球和生物被毀滅，所以本片和內容可說是一部末日電影。

## 故事大綱
故事承接人猿星球。時間流離失所的太空人泰勒（詹姆斯·弗朗西斯飾）和諾娃（琳達·哈里逊飾）騎在馬背上，通過禁區的沙漠。沒有警告的情況下，射擊地面裂痕，從地面開放的深裂痕。困惑的怪現象，泰勒調查的懸崖壁和消失之前的新星。
在禁区的另一个地方，第二个太空人Brent从一家坠毁的飞船中出来，搜救泰勒。Brent和泰勒一样，以为自己到了另外一个星球，他发现了诺娃，并发现她带着泰勒名牌。他们然后骑马到了人猿城，发现大猩猩将军Ursus正在聚集人猿来征服禁区用作食物供给区域，但是Ursus遭到了红猩猩Zaius博士的反对。不久，Brent就被一个大猩猩士兵开枪打伤，他和诺娃逃到黑猩猩Cornelius和Zira家，接受了款待和治疗。正在这时，Zaius博士来到他们家，并宣布他会陪同Ursus一起征服禁区。
之后，Brent和诺娃准备逃走，可是被大猩猩抓住，但是在Zira的帮助下他们得以逃脱，他们躲到一个洞穴里。Brent发现洞穴里是纽约Queensboro Plaza地铁站的废墟，这是他意识到他经过时空穿越到了将来的地球，这时地球已经经历了核子战争。他们继续探索洞穴，Brent在喝水过后受到一个声音的精神控制，试图杀掉诺娃。过后他走进St. Patrick's大教堂的废墟，发现一些具有心灵感应的人类，这些人把一颗20世纪的核弹视为上帝。
Brent和诺娃被这些人抓住，这些人通过心灵感应审问他们，Brent告诉他们人猿正在向进去进军。于是，那些具有心灵感应能力的人类试图通过幻觉阻止人猿军队。然而，Zaius博士看穿了这个幻觉，并带领军队进入了那个城市废墟。心灵感应的人类就决定使用那颗被他们视为上帝的核弹，并举行了神圣的仪式。在这个仪式上，他们摘掉他们的面具，露出了已经变异的面孔，这是由于这些人类长期暴露在核子尘埃中。
Brent被单独带到一间牢房，而且发现泰勒也在这里，心灵感应人Onaro使用他的感应能力让Brent和Taylor互相残杀。诺娃及时赶到，挣脱了守卫，说出了她的第一个字"泰勒！"，这样打乱了Ongaro的思绪，使得Brent和Taylor停止搏斗，他们于是趁势杀死Ongaro。Brent向Taylor描述了他所看到的核弹，泰勒才知道这是一颗"末日炸弹"，能够把地球上所有的生物消灭。
然后，人猿侵略了这个地下城市，杀死了诺娃并来到大教堂，它们遇到了大祭司Mendez正在启动核弹。Brent和泰勒试图阻止Ursus，防止核弹意外爆炸，但是泰勒中弹。Brent杀死了Ursus，但接着又被猩猩士兵打死。受伤的泰勒请求Zaius的帮助，可是遭到拒绝，Zaius说人类除了带来毁灭什么也不会。在最后的一刻，泰勒按下了核弹的开关，导致地球上所有生命的毁灭。

## 演员列表
- 金·亨特：Zira
- 维克多·布鲁诺：Fat Man
- 查尔登·海斯顿：Passers-by
- 罗迪·麦克道尔：Cornelius
- 詹姆斯·弗朗西斯：Taylor
- Maurice Evans：Dr. Zaius
- 琳达·哈里逊：Nova
- Paul Richards：Mendez
- James Gregory：Ursus
- Jeff Corey：Caspay
- 纳塔丽·特伦黛：Albina
- 托马斯·戈麦斯：Minister[1]

## 製作
1969年1月，查尔顿·赫斯顿表示人猿星球會有續集，將繼續发生在主角泰勒，从他對第一部电影拍攝兴趣不大，同意於第2集短暂地出现，而續集會講述從泰勒开始到死亡的故事，作為不支持續集發展的制片人莫特。亚伯拉罕希望改行做慈善机构工作，反映制片人莫特對慈善興趣。赫斯顿最初拒绝演出续集，說：「詹姆斯拍戲收入多，給他演出吧」，於是制片负责人決定赫斯顿做本片客串。
續集發展已有4個月，電影公司終於決定計劃人猿星球第2集，制片人已有劇本，在尋找演員同時，查尔顿·赫斯顿曾表示會回來拍續集，但最終也沒有參與製作，則改為詹姆斯·弗朗西斯飾演泰勒。製作拍攝同時還偶到了特效昂貴道具開資問題，電影公司決定減少本片特效以減攤昂貴道具的問題。珀斯特認為在本片拍攝前需要繼續與制片人和演員討論是否考慮本片拍攝後並且在戲院上映，如
果拍攝其間已確認正確而出現錯誤將無法重拍，可能難以下發行並上映，其實導演只怕上映的時候票房差，而票房不達1千萬美元，恐怕也前功尽废。於是，他們決定支持本片上映，以保證不出錯，並且嚴格地拍攝本片。但如果特技材料愉工減料，會影響本片質素，但經過一番討論後，導演說：「特技不是電影成功的關鍵，關鍵是嚴格拍攝」，換言之本片可順利進行拍攝。
主要拍攝開始於1969年6月1日，已於8月2日拍攝完畢。歷時31日，相比前集共41日拍攝，是與特技攝影時間有關。

## 上映日期
- 西德1970年5月1日
- 美國1970年5月26日
- 芬蘭1970年6月12日
- 丹麥1970年8月7日
- 挪威1970年9月7日
- 土耳其1971年10月
- 俄羅斯2001年9月18日（以錄影帶首映）

## 反應

### 票房與評價
《失陷猩球》票房達18999718美元。爛番茄新鮮度41％為「爛」，根據網站滿意度，而視為「腐爛的蕃茄」。